# Adryan
Adryan Oliveira Tavares (Rio de Janeiro, 10 augustus 1994) - alias Adryan - is een Braziliaans betaald voetballer die bij voorkeur als vleugelspeler of aanvallende middenvelder speelt. Hij stroomde in 2011 door vanuit de jeugdopleiding van CR Flamengo. Momenteel wordt de Braziliaan door FC Sion uitgeleend aan Kayserispor.

## Clubcarrière

### Flamengo
Adryan debuteerde in 2012 in het betaald voetbal in het shirt van Flamengo, waarin hij rugnummer 30 kreeg van zijn coach Vanderlei Luxemburgo.

## Clubstatistieken
| Seizoen | Club              | Land        | Competitie   | Wed. | Doelp. |
| ------- | ----------------- | ----------- | ------------ | ---- | ------ |
| 2012    | CR Flamengo       | Brazilië    | Série A      | 23   | 2      |
| 2013    | CR Flamengo       | Brazilië    | Série A      | 14   | 0      |
| 2014    | → Cagliari Calcio | Italië      | Serie A      | 5    | 0      |
| 2014/15 | → Leeds United    | Engeland    | Championship | 12   | 0      |
| 2015/16 | → FC Nantes       | Frankrijk   | Ligue 1      | 26   | 3      |
| 2016    | CR Flamengo       | Brazilië    | Série A      | 3    | 0      |
| 2017/18 | FC Sion           | Zwitserland | Super League | 18   | 7      |
| 2018/19 | FC Sion           | Zwitserland | Super League | 20   | 7      |
| 2019/20 | → Kayserispor     | Turkije     | Süper Lig    | 0    | 0      |
| Totaal  | Totaal            | Totaal      | Totaal       | 121  | 19     |

## Prijzen

### Fallon d'Floor
Adryan won in 2015 de Fallon d'Floor 2014, de prijs voor de beste schwalbe van 2014. Hij versloeg dat jaar onder andere Christiano Ronaldo (die eerder de Ballon d'Or won voor Neuer en Messi) en Arjen Robben.